# Juan Cruz Guasone
Juan Cruz Guasone (San Nicolás, Buenos Aires, Argentina; 27 de marzo de 2001) es un futbolista argentino que juega de defensor en Estudiantes de La Plata de la Primera División de Argentina.

## Trayectoria
Juan Cruz Guasone estuvo dos años en las categorías inferiores de Lanús y Rosario Central antes de incorporarse a Patronato en 2018 luego de una prueba en 2017. Pasó al primer equipo del club en el año 2020, debutó en la derrota 1-0 ante Huracán por la Copa Diego Armando Maradona jugando los 90 minutos del juego y recibiendo una tarjeta amarilla. En marzo de 2022 luego de un partido contra Aldosivi sufre una lesión de fractura en el pie que lo deja afuera por varios meses. Integró el equipo de Patronato que el 30 de octubre de 2022 conquistó por primera vez la Copa Argentina 2022 al derrotar a Talleres de Córdoba en el Estadio Malvinas Argentinas de Mendoza.
En diciembre de 2022 se confirmó su llegada a Estudiantes de La Plata, dirigido en ese entonces por Abel Balbo, que compró el 50% de su ficha a Patronato y firmó un contrato hasta diciembre de 2025.
Durante 2023 jugó en Estudiantes de La Plata, donde marcó el primer gol de su carrera en un partido correspondiente a la Copa Argentina 2023 contra Independiente de Chivilcoy, en el Estadio Centenario Ciudad de Quilmes a los 41' y, de esta manera, ayudó a encaminar la victoria por 3-1. Ese mismo año, Estudiantes de La Plata ganó la Copa Argentina 2023, convirtiendo a Guasone en bicampeón.
En enero de 2024, fue cedido a préstamo por un año a Sarmiento de Junín. El 1 de febrero de 2024 hace su debut en dicho club enfrentando a Boca Juniors.
El 14 de enero de 2025 fue fichado por la Unione Sportiva Salernitana, que transitaba los últimos puestos de la Serie B de Italia, donde llegó a préstamo por seis meses con opción de compra. El 30 de junio de 2025, el préstamo venció luego del descenso de Unione Sportiva Salernitana a la Serie C, el 22 de junio de 2025.

## Estadísticas

### Clubes
Actualizado al último partido jugado el 5 de abril de 2025.
| Club                              | Div.          | Temporada     | Liga  | Liga  | Copas nacionales | Copas nacionales | Copas internacionales | Copas internacionales | Total | Total |
| Club                              | Div.          | Temporada     | Part. | Goles | Part.            | Goles            | Part.                 | Goles                 | Part. | Goles |
| --------------------------------- | ------------- | ------------- | ----- | ----- | ---------------- | ---------------- | --------------------- | --------------------- | ----- | ----- |
| Patronato Argentina               | 1.ª           | 2020          | —     | —     | 2                | 0                | —                     | —                     | 2     | 0     |
| Patronato Argentina               | 1.ª           | 2021          | 3     | 0     | 2                | 0                | —                     | —                     | 5     | 0     |
| Patronato Argentina               | 1.ª           | 2022          | 18    | 0     | 8                | 0                | —                     | —                     | 26    | 0     |
| Patronato Argentina               | Total club    | Total club    | 21    | 0     | 12               | 0                | 0                     | 0                     | 33    | 0     |
| Estudiantes de La Plata Argentina | 1.ª           | 2023          | 6     | 0     | 4                | 1                | 7                     | 0                     | 17    | 1     |
| Estudiantes de La Plata Argentina | Total club    | Total club    | 6     | 0     | 4                | 1                | 7                     | 0                     | 17    | 1     |
| Sarmiento de Junín Argentina      | 1.ª           | 2024          | 3     | 0     | 7                | 0                | 0                     | 0                     | 10    | 0     |
| Sarmiento de Junín Argentina      | Total club    | Total club    | 3     | 0     | 7                | 0                | 0                     | 0                     | 10    | 0     |
| U.S. Salernitana · Italia         | 2.ª           | 2024-25       | 1     | 0     | 0                | 0                | 0                     | 0                     | 1     | 0     |
| U.S. Salernitana · Italia         | Total club    | Total club    | 1     | 0     | 0                | 0                | 0                     | 0                     | 1     | 0     |
| Total carrera                     | Total carrera | Total carrera | 31    | 0     | 23               | 1                | 7                     | 0                     | 61    | 1     |

## Palmarés

### Como jugador

#### Campeonatos nacionales
| Título         | Equipo                  | País      | Año  |
| -------------- | ----------------------- | --------- | ---- |
| Copa Argentina | Patronato               | Argentina | 2022 |
| Copa Argentina | Estudiantes de La Plata | Argentina | 2023 |